# Schönenwerd
Schönenwerd é uma comuna da Suíça, no Cantão Soleura, com cerca de 4.724 habitantes. Estende-se por uma área de 3,77 km², de densidade populacional de 1.253 hab/km². Confina com as seguintes comunas: Eppenberg-Wöschnau, Gretzenbach, Niedererlinsbach, Niedergösgen, Oberentfelden (AG), Unterentfelden (AG).
A língua oficial nesta comuna é o Alemão.

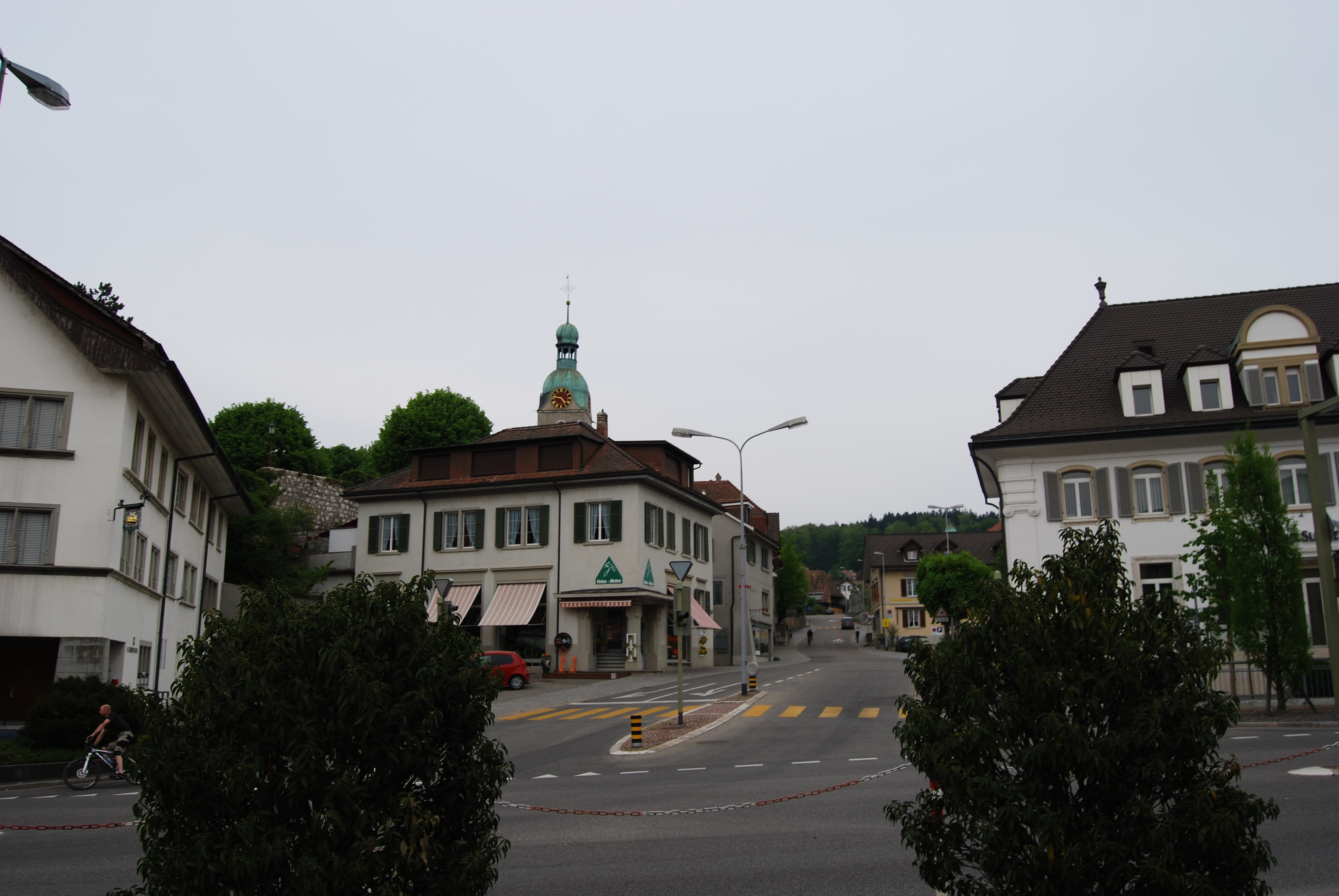
Schönenwerd.